# Ofiel

Pieczęć Ophiela

Ofiel – w grimoire Arbatel de magia veterum światło boskiego zamiaru - strzeże ezoterycznych tajemnic duchowych. 
Sprawuje władzę nad planetą Merkury i jest jednym z 14 duchów kierujących Empireum, Świątynią Boga w niebiosach. Pod rozkazami Ofiela służy 100 tysięcy anielskich duchów udzielających oświecającego światła rozumienia i pojmowania. Archanioł Ofiel jest aniołem oświeconego rozumu.